# Rithely
Francisco Rithely da Silva Sousa, noto semplicemente come Rithely (Imperatriz, 27 gennaio 1991), è un calciatore brasiliano, centrocampista dell'Anápolis.